# 독서의 기술
독서의 기술(영어: How to Read a Book)은 미국인 저자 모티머 J. 애들러가 쓴 책으로 1940년에 초판이 나왔고 1972년에 개정판이 출간되었다. '주제별 통합 독서' (syntopical reading)이라는 기술을 최초로 고안해 내었다.

## 주요 내용

### 독서의 범위
애들러는 비소설 서적에 대한 독서 방법으로 이해를 얻기 위한 것이 중요하다고 말한다.  즉, 독서란 책 안에 있는 내용을 가급적 많이 취득하기 위한 것이고, 이에 대해 3가지 단계로 나누어 설명한다. 
첫째는 구조적 단계로 책의 구조와 목적을 이해하는 것으로 기본 주제와 형식을 결정하는 것이다.  
둘째는 번역 단계로 저자의 논증을 구조화시키는 것이다. 즉, 저자가 사용하는 특정 어휘와 용어를 찾아내어 그가 주장하는 전제조건을 파악하는 단계이다.
세째는 분석하는 단계로 책을 비평하는 것으로 저자 수준의 이해를 요구한다.  책 전체가 가진 장점과 정확성을 따지고, 저자의 논증이 과연 옳은지 판단한다.  

### 독서의 3번째 단계: 분석적 독서
애들러는 그의 저작 목적을 고전 서적을 왜 애호하는지를 알리고자함이라고 한다.  그는 왜 공립교육이 읽는 방법을 제대로 가르치는 못하는지에 대해 비판하고 고전 서적을 읽는 것이 왜 중요한지를 설명한다.

### 다양한 독서방법에 대한 접근 방법이 중요성
애들러는 고전문학의 저자에게 영향을 준 책들을 이해하는 것이 필요하다고 주장한다.

### 독서의 최종 목적
애들러는 독서가 궁극적으로 "지성을 성장"시키는 데 가장 큰 목적이 있다고 주장한다.

## 추천도서 목록
1972년 판 부록에는 다음과 같은 추천도서 목록이 나열되어 있다. 
1. 호메로스 - 일리아스, 오디세이아
2. 구약성경
3. 아이스킬로스 - 비극
4. 소포클레스 - 비극
5. 헤로도토스 - 역사
6. 에우리피데스 - 비극
7. 투키디데스 - 펠로폰네소스 전쟁사
8. 히포크라테스 - 의학 저서
9. 아리스토파네스 - 희곡
10. 플라톤 - 대화
11. 아리스토텔레스 - 여러 작품
12. 에피쿠로스 - 헤로도투스에게, 메노에쿠스에게등 편지
13. 에우클레이데스 - 에우클레이데스의 원론
14. 아르키메데스 - 여러 작품
15. 페르게의 아폴로니오스
16. 마르쿠스 툴리우스 키케로 - 여러 작품들
17. 루크레티우스
18. 베르길리우스
19. 호라티우스
20. 티투스 리비우스
21. 오비디우스
22. 플루타르코스
23. 타키투스
24. 니코마쿠스
25. 에픽테토스
26. 클라우디오스 프톨레마이오스
27. 루키아노스
28. 마르쿠스 아우렐리우스
29. 갈레노스
30. 신약성경
31. 플로티노스
32. 아우구스티누스 - 고백록 (아우구스티누스), 신국론
33. 롤랑의 노래
34. 니벨룽의 노래
35. 냘의 사가
36. 토마스 아퀴나스 - 신학대전
37. 단테 알리기에리 - 신곡
38. 제프리 초서 - 캔터베리 이야기
39. 레오나르도 다 빈치
40. 니콜로 마키아벨리
41. 데시데리위스 에라스뮈스 - 우신예찬
42. 니콜라우스 코페르니쿠스
43. 토머스 모어 - 유토피아
44. 마르틴 루터
45. 프랑수아 라블레
46. 장 칼뱅
47. 미셸 드 몽테뉴
48. 윌리엄 길버트
49. 미겔 데 세르반테스
50. 에드먼드 스펜서
51. 프랜시스 베이컨
52. 윌리엄 셰익스피어
53. 갈릴레오 갈릴레이
54. 요하네스 케플러
55. 윌리엄 하비
56. 토머스 홉스
57. 르네 데카르트
58. 존 밀턴
59. 몰리에르
60. 블레즈 파스칼
61. 크리스티안 하위헌스
62. 바뤼흐 스피노자
63. 존 로크
64. 장 라신
65. 아이작 뉴턴
66. 고트프리트 빌헬름 라이프니츠
67. 대니얼 디포
68. 조너선 스위프트
69. 윌리엄 콘그레베
70. 조지 버클리
71. 알렉산더 포프
72. 몽테스키외
73. 볼테르
74. 헨리 필딩
75. 새뮤얼 존슨
76. 데이비드 흄
77. 장자크 루소
78. 로렌스 스턴
79. 애덤 스미스
80. 이마누엘 칸트
81. 에드워드 기번
82. 제임스 보스웰
83. 앙투안 라부아지에
84. 알렉산더 해밀턴, 존 제이, 제임스 매디슨 - 연방주의자 논집
85. 제러미 벤담
86. 요한 볼프강 폰 괴테
87. 조제프 푸리에
88. 게오르크 빌헬름 프리드리히 헤겔
89. 윌리엄 워즈워스
90. 새뮤얼 테일러 콜리지
91. 제인 오스틴
92. 카를 폰 클라우제비츠
93. 스탕달
94. 바이런 경
95. 아르투어 쇼펜하우어
96. 마이클 패러데이
97. 찰스 라이엘
98. 오귀스트 콩트
99. 오노레 드 발자크
100. 랠프 월도 에머슨
101. 너새니얼 호손
102. 알렉시 드 토크빌
103. 존 스튜어트 밀
104. 찰스 다윈
105. 찰스 디킨스
106. 클로드 베르나르
107. 헨리 데이비드 소로
108. 카를 마르크스
109. 조지 엘리엇
110. 허먼 멜빌
111. 표도르 도스토옙스키
112. 귀스타브 플로베르
113. 헨리크 입센
114. 레프 톨스토이
115. 마크 트웨인
116. 윌리엄 제임스
117. 헨리 제임스
118. 프리드리히 니체
119. 앙리 푸앵카레
120. 지그문트 프로이트
121. 조지 버나드 쇼
122. 막스 플랑크
123. 앙리 베르그손
124. 존 듀이
125. 알프레드 노스 화이트헤드
126. 조지 산타야나
127. 블라디미르 레닌
128. 마르셀 프루스트
129. 버트런드 러셀
130. 토마스 만
131. 알베르트 아인슈타인
132. 제임스 조이스
133. 자크 마리탱
134. 프란츠 카프카
135. 아널드 J. 토인비
136. 장 폴 사르트르
137. 알렉산드르 솔제니친